# 원광여자고등학교
원광여자고등학교(圓光女子高等學校)는 대한민국 전북특별자치도 익산시 모현동1가에 있는 사립 고등학교이다.

## 학교 연혁
- 1960년 4월 8일 : 개교식 및 초대 박장식 교장 취임
- 1967년 12월 9일 : 원광여자종합고등학교로 교명 변경
- 1978년 12월 9일 : 창인동 교사에서 모현동 현 교사로 이전
- 1990년 9월 19일 : 원광학원에서 원창학원으로 학교 법인 분리
- 1991년 3월 1일 : 원광여자고등학교로 교명 변경
- 1996년 9월 14일 : 학급 증설 인가(24학급)
- 2021년 3월 1일 : 제13대 김희중 교장 취임
- 2023년 12월 28일 : 제64회 졸업식(178명, 졸업생 총 누계 19,888명)
- 2024년 3월 4일 : 2024학년도 입학식(190명)

## 참고 자료
- 원광여자고등학교 - 한국교육학술정보원 학교알리미